# Polycyrtus melanocephalus
Polycyrtus melanocephalus là một loài tò vò trong họ Ichneumonidae.